# Iharos
Iharos là một thị trấn thuộc hạt Somogy, Hungary. Thị trấn này có diện tích 22,68 km², dân số năm 2010 là 465 người, mật độ 21 người/km².